# Zheleznogorsk
Zheleznogorsk (ruso: Железного́рск) es una ciudad rusa perteneciente a la óblast de Kursk. Está directamente subordinada a la óblast como ókrug urbano y es al mismo tiempo la sede administrativa del vecino raión homónimo sin formar parte del mismo.
En 2021, el territorio de la ciudad tenía una población de 97 038 habitantes. En su territorio no hay pedanías, ya que las últimas que tenía pasaron a considerarse barrios de la ciudad en 2008. Es la segunda ciudad más poblada de la óblast, solamente superada en población por la capital regional Kursk.
Se ubica junto al límite con la óblast de Oriol, unos 70 km al suroeste de Oriol sobre la carretera A142 que lleva a Hlújiv.

## Historia
En 1950 se hallaron en esta área grandes depósitos de hierro en el contexto de la anomalía magnética de Kursk. Como consecuencia de ello, en 1957 la Unión Soviética decidió formar aquí un poblado minero, en lo que hasta entonces eran campos de trigo de la aldea de Cherniakovo (actualmente un barrio de la ciudad), en un raión con sede administrativa en Mijáilovka. El asentamiento de tipo urbano que se formó se denominó inicialmente "Oktiabrski" (Октябрьский), hasta que en 1958 adoptó su topónimo actual. La anomalía magnética desbordó las previsiones de producción minera, y en menos de una década ya tenía veinte mil habitantes y había anexado varias localidades rurales a su casco urbano. En 1962 adoptó el estatus de ciudad y se separó del raión de Mijáilovka, si bien en 1965 pasó a ser la sede administrativa de este último, desde entonces conocido como raión de Zheleznogorsk.